# 파이어버드 (영화)
파이어버드(FIREBIRD)는 영국에서 제작된 피터 리베인 감독의 2021년 멜로/로맨스, 전쟁 영화이다. 톰 프라이어 등이 주연으로 출연하였다.

## 출연

### 주연
- 톰 프라이어
- 올렉 자고로드니

### 조연
- 다이애나 포자르스카야
- 제이크 헨더슨
- 마르구스 프랑겔
- 니콜라스 우더슨